# Autoestrada A42
Die Autoestrada A42 ist eine Autobahn in Portugal. Die Autobahn beginnt in Alfena und endet in Lousada.

## Größere Städte an der Autobahn
- Alfena
- Lousada